# Adventure Island II
Adventure Island II (高橋名人の冒険島Ⅱ Takahashi Meijin no Bōken Jima Tsū?, "Takahashi Meijins äventyrsö II") är ett sidscrollande plattformsspel utvecklat av Now Production och utgivet av Hudson Soft till NES in 1991. Spelet är en uppföljare till  Adventure Island. Spelet släpptes 1992 även till Game Boy under titeln Adventure Island.
Spelet handlar om Higgins, som skall rädda prinsessan Leilanis syster Tina från den elake doktorn. 

### Fotnoter
1. 1 2 3  ”Adventure Island II”. NES DB. 11 mars 1988. Arkiverad från originalet den 19 april 2014. https://web.archive.org/web/20140419222412/http://www.nesdb.se/game_more.php?id=30&rid=1. Läst 19 april 2014.
2. ↑  ”Adventure Island” (på svenska). Nintendomagasinet (Kungsbacka: Atlantic) (6-7 1992):  sid. 24 (Power Player). juni-juli 1992. Läst 19 april 2014.